# Odorrana andersonii
Espèce
Synonymes
- Polypedates yunnanensis Anderson, 1879 "1878"
- Rana andersonii Boulenger, 1882

Statut de conservation UICN

 LC  : Préoccupation mineure
Odorrana andersonii est une espèce d'amphibiens de la famille des Ranidae.

## Répartition
Cette espèce se rencontre :
- dans le nord-est de l'Inde ;
- dans le nord de la Birmanie ;
- dans le sud de la République populaire de Chine dans la province du Yunnan ;
- au Laos ;
- dans le nord de la Thaïlande ;
- au Viêt Nam.

On la trouve sur les branches basses et sur les rochers près des rivières dans les forêts sempervirentes et dans les zones d'agriculture.

## Étymologie
Cette espèce est nommée en l'honneur de John Anderson (1833-1900), naturaliste écossais.

## Publications originales
- Anderson, 1879 "1878" : Anatomical and Zoological Researches: Comprising an Account of the Zoological Results of the Two Expeditions to Western Yunnan in 1868 and 1875; and a Monograph of the Two Cetacean Genera Platanista and Orcella, London, Bernard Quaritch vol. 1 (texte intégral) et vol. 2 (texte intégral).
- Boulenger, 1882 : Catalogue of the Batrachia Salientia s. Ecaudata in the collection of the British Museum, ed. 2, p. 1-503 (texte intégral).